# Dhule (dystrykt)
Dhule (marathi धुळे जिल्हा) – jest jednym z trzydziestu pięciu dystryktów indyjskiego stanu Maharasztra, o powierzchni 8 063 km². 

## Położenie
Położony jest w północnozachodniej części tego stanu. Na zachodzie graniczy ze stanem Gudźarat, na północy z dystryktem Nandurbar i stanem Madhya Pradesh. Od wschodu sąsiaduje z dystryktem Dźalganw a od południa z Nashik.
Stolicą dystryktu jest miasto Dhule.

## Rzeki
Rzeki przepływające przez obszar dystryktu :
- Amravati
- Aner
- Arunavati
- Bori
- Burai
- Kaan
- Panjhara
- Tapi